# 金平ミャオ族ヤオ族タイ族自治県
金平ミャオ族ヤオ族タイ族自治県（きんぺいミャオぞくヤオぞくタイぞくじちけん）は中華人民共和国雲南省紅河ハニ族イ族自治州に位置する自治県。

## 地理
金平は雲南省南部に位置し、南はベトナムに隣接している。

## 歴史
1936年に金平県が設置、1985年に自治県に改編され現在に至る。

## 行政区画
| 区分   | 数 | 名称                                            |
| ------ | -- | ----------------------------------------------- |
| 鎮     | 4  | 金河 金水河 勐拉 老勐                           |
| 郷     | 8  | 銅廠 老集寨 阿得博 沙依坡 大寨 馬鞍底 勐橋 営盤 |
| 民族郷 | 1  | 者米ラフ族郷                                    |